# ФК «Вікторія» (Жижков) у сезоні 1919
ФК «Вікторія» (Жижков) у сезоні 1919 — сезон чехословацького футбольного клубу «Вікторія» (Жижков). У Середньочеській лізі команда посіла четверте місце. У Середньочеському кубку дійшла до фіналу.

## Історія
Протягом цього року клуб суттєво збільшив штат працівників, зайнявся відновленням дитячих майданчиків, проводив закупку інвентарю. Повернулись гравці Вацлав Губач і Ян Чеський. В чемпіонаті команда зайняла четверте місце, пропустивши вперед не тільки грандів «Спарту» і «Славію», але й ще одного принципового суперника — «Уніон» (Жижков). Восени команда дійшла до фіналу Середньоческого кубка, де поступилась «Спарті». В кінці року команда стала переможцем турніру за участі клубів з Жижкова.
У 1919 році «Вікторія» провела 45 матчів (34 перемоги, 2 нічиїх, 9 поразок) з загальним рахунком 155:45,

## Чемпіонат Чехословаччини
Середньочеська ліга
|   | турнірна таблиця     | І | В | Н | П | МЗ | МП | DR  | О  |
| - | -------------------- | - | - | - | - | -- | -- | --- | -- |
| 1 | Спарта (Прага)       | 8 | 7 | 0 | 1 | 25 | 3  | +22 | 14 |
| 2 | Славія (Прага)       | 8 | 7 | 0 | 1 | 37 | 7  | +30 | 14 |
| 3 | Уніон (Жижков)       | 8 | 6 | 0 | 2 | 19 | 9  | +10 | 12 |
| 4 | Вікторія (Жижков)    | 8 | 5 | 0 | 3 | 16 | 10 | +6  | 8  |
| 5 | Краловські Виногради | 8 | 3 | 0 | 5 | 16 | 15 | +1  | 8  |
| 6 | Вршовіце (Прага)     | 8 | 3 | 0 | 5 | 18 | 19 | -1  | 6  |
| 7 | Лібень (Прага)       | 8 | 2 | 1 | 5 | 14 | 24 | -10 | 5  |
| 8 | Сміхов (Прага)       | 8 | 1 | 1 | 6 | 7  | 34 | -27 | 3  |
| 9 | Метеор-VIII (Прага)  | 8 | 1 | 0 | 7 | 4  | 35 | -31 | 2  |

Результати матчів:
- 16.03. «Вікторія» (Жижков) — «Спарта» (Прага) — 0:2
- 6.04. «Вікторія» (Жижков) — «Вршовіце» (Прага) — 4:0
- 13.04. «Вікторія» (Жижков) — «Славія» (Прага) — 0:7
- 27.04. «Вікторія» (Жижков) — «Метеор» Виногради — 1:0
- 11.05. «Вікторія» (Жижков) — «Лібень» (Прага) — 3:0
- 18.05. «Вікторія» (Жижков) — «Метеор-VIII» (Прага) — 2:0
- 25.05. «Вікторія» (Жижков) — «Уніон» (Жижков) — 0:1
- 20.07. «Вікторія» (Жижков) — «Сміхов» (Прага) — 6:0[2]

| 13.04.1919 | Славія (Прага)                                                  | 7:0  | Вікторія (Жижков) |  |  |
| | Напрестек 2' Ванік 23' 67' Шубрт 33' Шроубек 43' 68' Прошек 49' | звіт |                   |  |  |
| Славія: Турек, Раценбергер, Вальдгегер, Лоос, Фіхта, Голий, Напрстек, Шубрт, Шроубек, Ванік, Прошек Вікторія: Клапка, Шварц, Стейнер, Плодр, Колінський, Чеський, Ломоз, Зоубек, Мусік І, Лоренц, Мусік ІІ |                                                                 |      |                   |  |  |

## Середньочеський кубок
| 1/4 9.11.1919                                                                                               | Вікторія (Жижков)        | 3:0  | Уніон (Жижков) |  |  |
| | Сейферт Колінський Мисік | звіт |                |  |  |
| Вікторія: Буріан, Шварц, Стейнер, Плодр, Влк, Гдрлічка-мл., Земан, Гдрлічка-ст., Мисік, Колінський, Сейферт |                          |      |                |  |  |

Фінал
| 14.03.1920 |

| «Спарта»           | 2 — 0 | «Вікторія» (Жижков) |
| ------------------ | ----- | ------------------- |
| Янда 16' Влчек 22' | звіт  |                     |

| Прага |

«Спарта»: Пейр, Гоєр, Поспішил, Коленатий, Фівебр, Пешек, Седлачек, Янда, Пілат, Влчек, Плачек
«Вікторія»: Клапка, Стейнер, Шварц, Гдрлічка-мол, Влк, Плодр, Колінський, Сейферт, Мисік, Новий, Земан

## Кубок Масарека
Турнір проводився в кінці року на стадіоні «Ограда». «Вікторія» виграла всі матчі і здобула кубок.
- «Вікторія» — «Жижковський СК» — 4:1
- «Вікторія» — «Славой» (Жижков) — 1:0
- «Вікторія» — «Уніон» (Жижков) — 1:0
- «Вікторія» — «Вікторія-Б» — 3:0

## Інші матчі
- «Вікторія» (Жижков) — «Радліце» — 8:0
- «Вікторія» (Жижков) — Пльзень XI — 6:3
- 16.03. «Вікторія» (Жижков) — «Сміхов» (Прага) — 8:0
- «Вікторія» (Жижков) — «Метеор VII» (Прага) — 3:0
- «Вікторія» (Жижков) — «Нусельский СК» — 0:1
- «Вікторія» (Жижков) — ЧАФК «Виногради» — 2:1
- «Вікторія» (Жижков) — «Вікторія» Виногради — 9:0
- «Вікторія» (Жижков) — Прага XV — 4:1
- «Вікторія» (Жижков) — «Жиденіце» (Брно) — 1:0
- «Вікторія» (Жижков) — «Радліце» — 2:1
- «Вікторія» (Жижков) — Збірна Жижкова — 3:0
- ХАШК (Загреб, Югославія) — «Вікторія» (Жижков) — 2:3
- ХАШК (Загреб, Югославія) — «Вікторія» (Жижков) — 1:2
- Ілірія (Любляна, Югославія) — «Вікторія» (Жижков) — 2:3
- «Граджянскі» (Загреб, Югославія) — «Вікторія» (Жижков) — 2:3
- липень. «Сміхов» - «Вікторія» (Жижков) — 1:1[3]

Осінні матчі. Серед них можуть бути поєдинки Середньочеського кубка.
- «Вікторія» (Жижков) — «Метеор» Виногради — 1:0
- «Вікторія» (Жижков) — «Радліце» — 7:0
- «Вікторія» (Жижков) — «Спарта» (Коширже) — 7:0
- «Вікторія» (Жижков) — Hradní setninu — 7:0
- «Вікторія» (Жижков) — «Сміхов» (Прага) — 7:0
- 23.11. «Вікторія» (Жижков) — «Метеор» (Виногради) — 4:0
  - Клапка, Шварц, Стейнер, Сейферт, Влк, Гдрлічка-мл., Земан, Гдрлічка-ст., Плодр, Колнський, Бребурда
- «Вікторія» (Жижков) — «Чехія Карлін» (Прага) — 1:1
- «Вікторія» (Жижков) — «Жиденіце» (Брно) — 1:2
- 7.12.1919. «Вікторія» (Жижков) — «Спарта» (Прага) — 1:3
- 8.12.1919. «Вікторія» (Жижков) — «Славія» (Прага) — 6:2 (Земан, Гдрлічка-ст., Мисік, Колінський… — ?)
  - «Вікторія»: Клапка, Шварц, Стейнер, Гдрлічка-мол., Градецький, Сейферт, Земан, Гдрлічка-ст., Мисік, Колінський, Бребурда)

| 30.11.1919 | Спарта (Прага)        | 3:1  | Вікторія (Жижков) |  |  |
| | Седлачек Пілат Плачек | звіт | Гдрлічка          |  |  |
| Спарта: Пейр, Гоєр, Поспішил, Гушек, Фівебр, Пешек, Червений, Пілат, Коленатий, Плачек Вікторія: Клапка, Шварц, Стейнер, Плодр, Влк, Гдрлічка-мл., Земан, Гдрлічка-ст., Мисік, Колінський, Бребурда |                       |      |                   |  |  |

| 7.12.1919 | Спарта (Прага) | 2:1  | Вікторія (Жижков) |  |  |
|           |                | звіт |                   |  |  |

| 8.12.1919 | Славія (Прага)  | 2:6  | Вікторія (Жижков)                   |  |  |
| | Горський Прошек | звіт | Гдрлічка-ст. Мисік Земан Колінський |  |  |
| Славія: Турек, Раценбергер, Веселий, Коваржович, Виранський, Голий, Напрстек, Горський, Шроубек, Ванік, Прошек Вікторія: Клапка, Шварц, Стейнер, Сейферт, Градецький, Грдрлічка мл, Земан, Гдрлічка ст, Мисік, Колінський, Бребурда |                 |      |                                     |  |  |

## Склад
| «Вікторія» в 1919 році Воротарі: Рудольф Клапка. Захисники: Карел Стейнер, Шварц, Карел Влк. Півзахисники: Франтішек Плодр, Еміл Сейферт, Градецький, Ян Чеський, Гдрлічна-мол., Зоубек. Нападники: Земан, Гавлік, Ярослав Мисік, Бек, Антонін Бребурда, Колінський, Гдрлічка-ст., Невідома позиція: Тошнер, Баух, Чанда, Вацлав Губач. |

## Матчі збірних
Влітку збірна Чехословаччини взяла участь у двох воєнних футбольних турнірах, які були приурочені перемозі в Першій світовій війні. Перший з них проходив у Римі, а другий у Парижі в рамках масштабних Міжсоюзницьких ігор. Матчі обох турнірів не входять до офіційного реєстру ФІФА.
Турнір у Римі
Збірна Чехословаччини посіла друге місце. «Вікторію» представляли Франтішек Плодр, Ян Чеський і Ярослав Мисік.
- Чехословаччина — Бельгія — 2:3
- Чехословаччина — Італія — 1:0

Міжсоюзницькі ігри
Збірна Чехословаччини стала переможцем турніру. З гравців «Вікторії» грали Рудольф Клапка, Карел Влк і Карел Стейнер, в заявці був Ярослав Мисік.
- 24.06.1919, Група В. Чехословаччина — Бельгія — 4:1 (гравці «Вікторії» не грали)
- 26.06.1919, Група В. Чехословаччина — США — 8:2 (гравці «Вікторії» не грали)
- 28.06.1919, Група В. Чехословаччина — Канада — 3:2 (грали Клапка і Стейнер)
- 29.06.1919, Фінал. Чехословаччина — Франція — 3:2 (грали Клапка і Влк)

Товариський матч перед Римським турніром
| 2 червня |

| Чехословаччина | 3 — 2 | Замкова Сотня |
| -------------- | ----- | ------------- |
|                | звіт  |               |

|  |

Чехословаччина: Качеровський (Пардубіце) — Янда (Спарта), Раца (Славія) — Коленатий (Спарта), Фівебр (Спарта), Чеський (Вікторія) — Цайда (ЧАФК), Маца (Лібень), Шифнер (Спарта), Мазал (Кладно), Тламіха-Ада (Спарта)
В кінці липня відбувся показовий товариський матч між гравцями, які грали на Римському турнірі і Міжсоюзницьких іграх. Команди отримали номінальні назви Рим і Париж. На обох турнірах грали Гоєр і Янда, перший у матчі виступав в команді Париж, а другий — Рим. Воротар Клапка грав у нападі. Через відсутність кількох учасників Римського турніру, за команду Рим грав Стейнер, який був учасником міжсоюзницьких ігр, і Новий, який не брав участі в жодному.
| кінець липня |

| Париж                         | 5 — 0 | Рим |
| ----------------------------- | ----- | --- |
| Клапка Гоєр ? Седлачек Плачек | звіт  |     |

|  |

Париж: Пейр, Поспішил, Гоєр, Пешек, Фівебр, Влк, Червений, Седлачек, Пілат, Клапка, Плачек
Рим: Главачек, Янда, Стейнер, Плодр, Мисік, Чеський, Цайда, Коленатий, Новий, Маца, Тламіха